# Breitenstein
Breitenstein osztrák község Alsó-Ausztria Neunkircheni járásában. 2019 januárjában 322 lakosa volt. 

## Elhelyezkedése

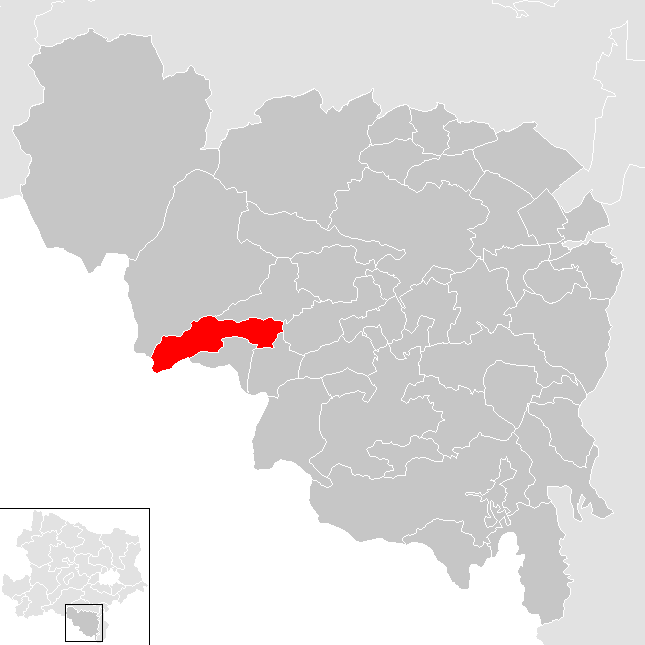
Breitenstein a Neunkircheni járásban

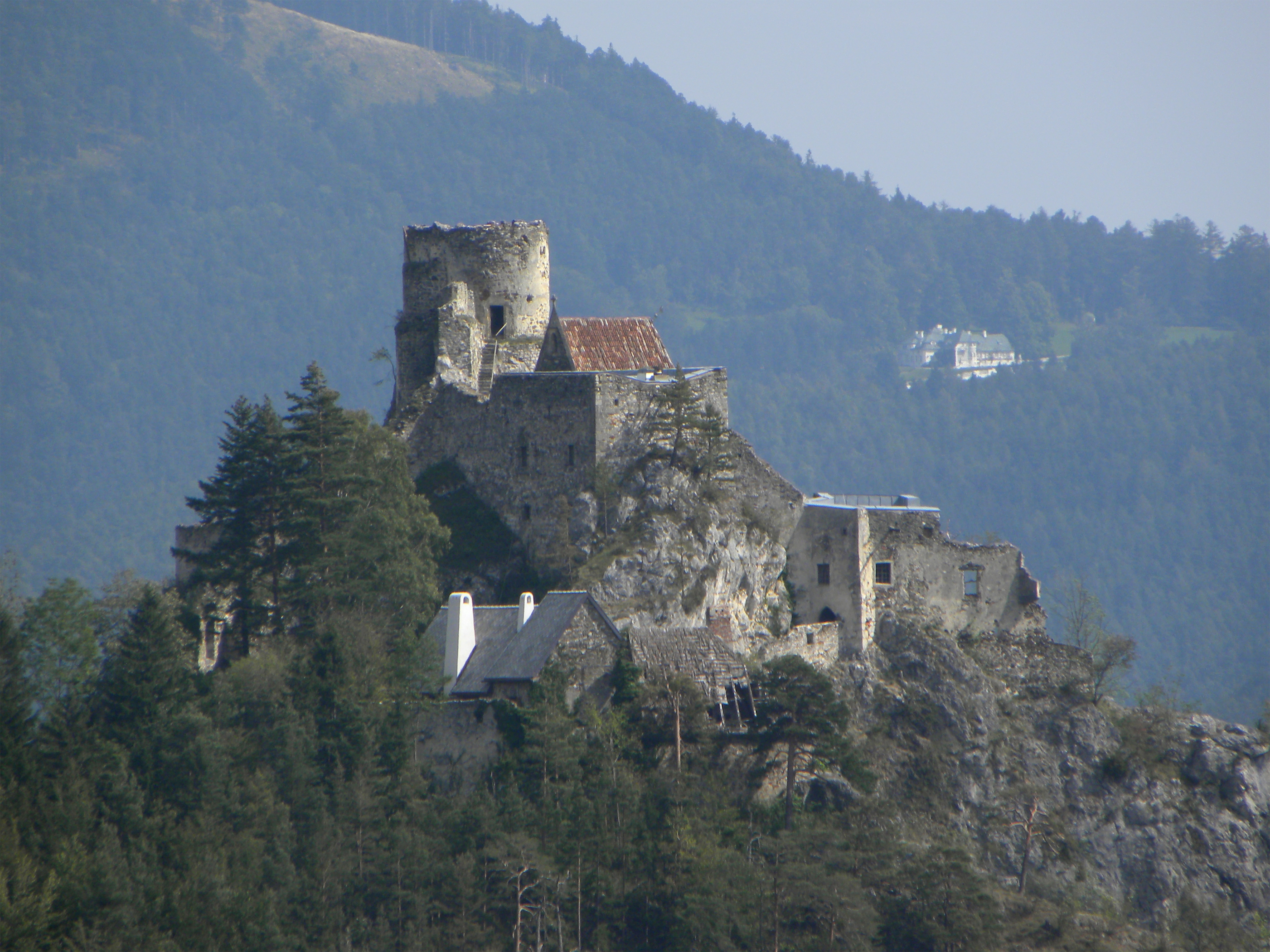
Klamm várának romjai

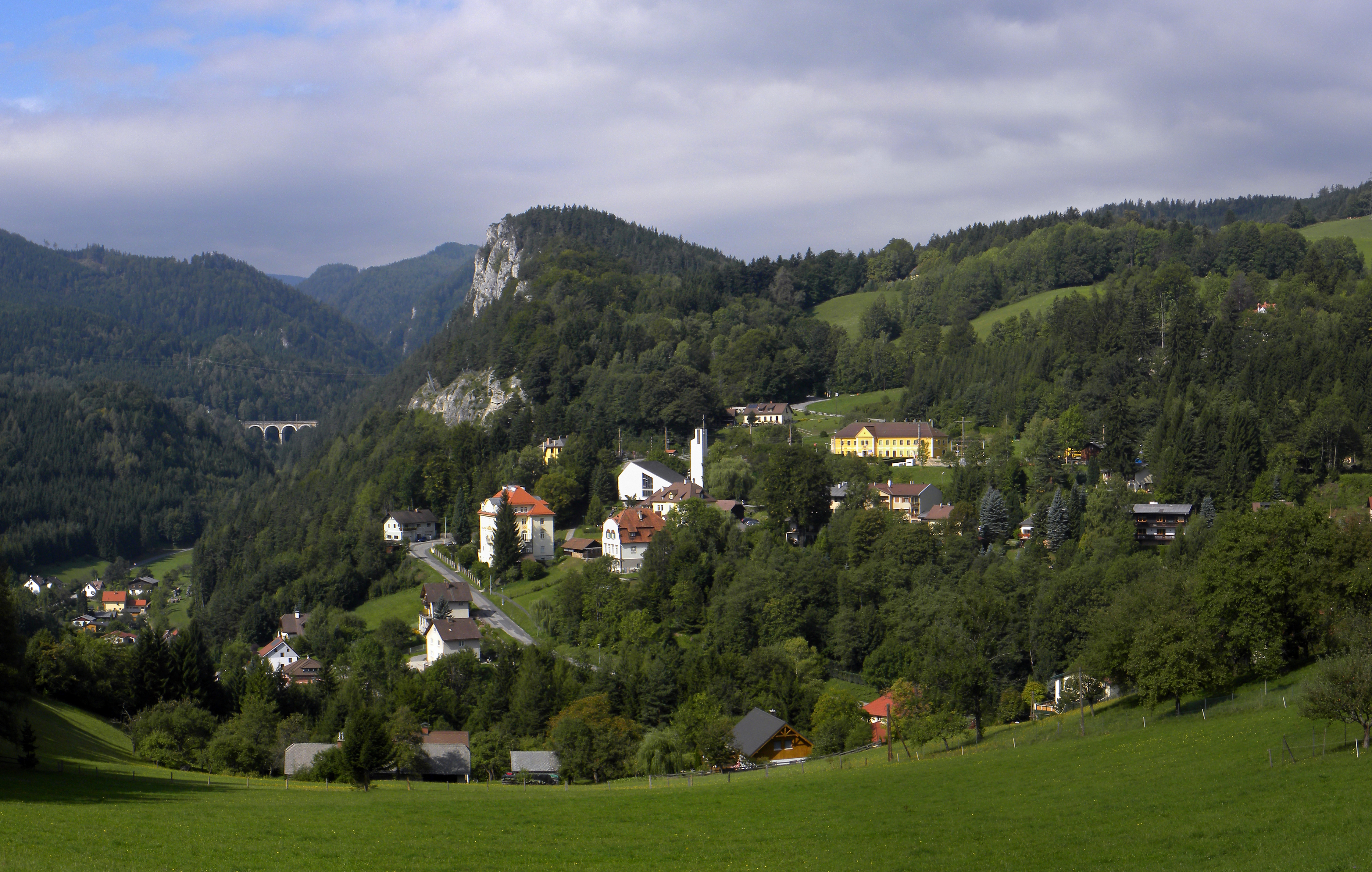
Breitenstein látképe, háttérben a Semmeringbahn Kalte Rinne-viaduktjával

Breitenstein Alsó-Ausztria Industrieviertel régiójában fekszik a Rax-Alpok déli határán, a Semmering-hágó közelében. Áthalad rajta a Semmeringbahn vasútvonal. Területének 75,9%-a erdő. Az önkormányzat 5 településrészt illetve falut egyesít: Breitenstein, Klamm, Orthof, Kreuzberg és Adlitzgraben. 
A környező önkormányzatok: északnyugatra Reichenau an der Rax, északkeletre Payerbach, keletre Gloggnitz, délkeletre Schottwien, délre Semmering, délnyugatra Spital am Semmering (Stájerország). 

## Története
Breintenstein neve először 1220-ban jelenik meg az írott forrásokban, mint Klamm várához tartozó birtok. A térség azonban a 19. századig csak szórványosan lakott erdő volt. 1831-ben már 332 lakost számláltak össze 41 házban. Ekkor a Liechtenstein hercegek vásároltak nagy birtokokat a környéken és építtettek egy nyaralót és mesterséges tavat. 1848-ban  megkezdődött a semmeringi vasút kiépítése, amely tönkretette az idillikus, Isten háta mögötti üdülőhelyet. A vasút 1854-ben készült el és bár a munkások barakkjait lebontották, helyüket a turisták kiszolgálásra épült szállók, és vendéglők foglalták el. 1910-ben megnyílt az iskola és a postahivatal. A templom csak 1969-ben készült el. Breitenstein népszerű üdülőhellyé vált, bár némileg mindig is Semmering árnyékában maradt; így viszont elkerülhette a "szállodavárossá" váló Semmering zsúfoltságát.   
1945 áprilisában heves harcok zajlottak a térségben a német 9. hegyivadász-hadosztály és a Vörös Hadsereg között a Semmering-hágó birtoklásáért; eközben több breitensteini épület –  mint a Hotel Sonnhof – megsemmisült. 

## Lakosság
A breitensteini önkormányzat területén 2019 januárjában 322 fő élt. A lakosságszám a csúcspontját 1934-ban érte el 848 fővel, azóta többé-kevésbé csökkenő tendenciát mutat. 2017-ben a helybeliek 89,4%-a volt osztrák állampolgár; a külföldiek közül 2,5% a régi (2004 előtti), 5,3% az új EU-tagállamokból érkezett. 0,9% a volt Jugoszlávia (Szlovénia és Horvátország nélkül) vagy Törökország, 1,9% egyéb országok polgára volt. 2001-ben a lakosok 80,6%-a római katolikusnak, 3,8% evangélikusnak, 1,3% ortodoxnak, 1,1% mohamedánnak, 11,9% pedig felekezeten kívülinek vallotta magát. Ugyanekkor 3 magyar élt a községben; a német mellett (93%) a legnagyobb nemzetiségi csoportokat a szerbek (1,6%) és a törökök (1,1%) alkották. 

## Látnivalók
- Klamm várának romjai
- a klammi Szt. Márton-plébániatemplom
- az 1969-ben készült Szűz Mária-templom
- a Carl von Ghega-múzeum

## Fordítás
- Ez a szócikk részben vagy egészben  a   Breitenstein (Niederösterreich) című német Wikipédia-szócikk ezen változatának fordításán alapul.  Az eredeti cikk szerkesztőit annak laptörténete sorolja fel. Ez a jelzés csupán a megfogalmazás eredetét és a szerzői jogokat jelzi, nem szolgál a cikkben szereplő információk forrásmegjelöléseként.